# Eberhard Feik

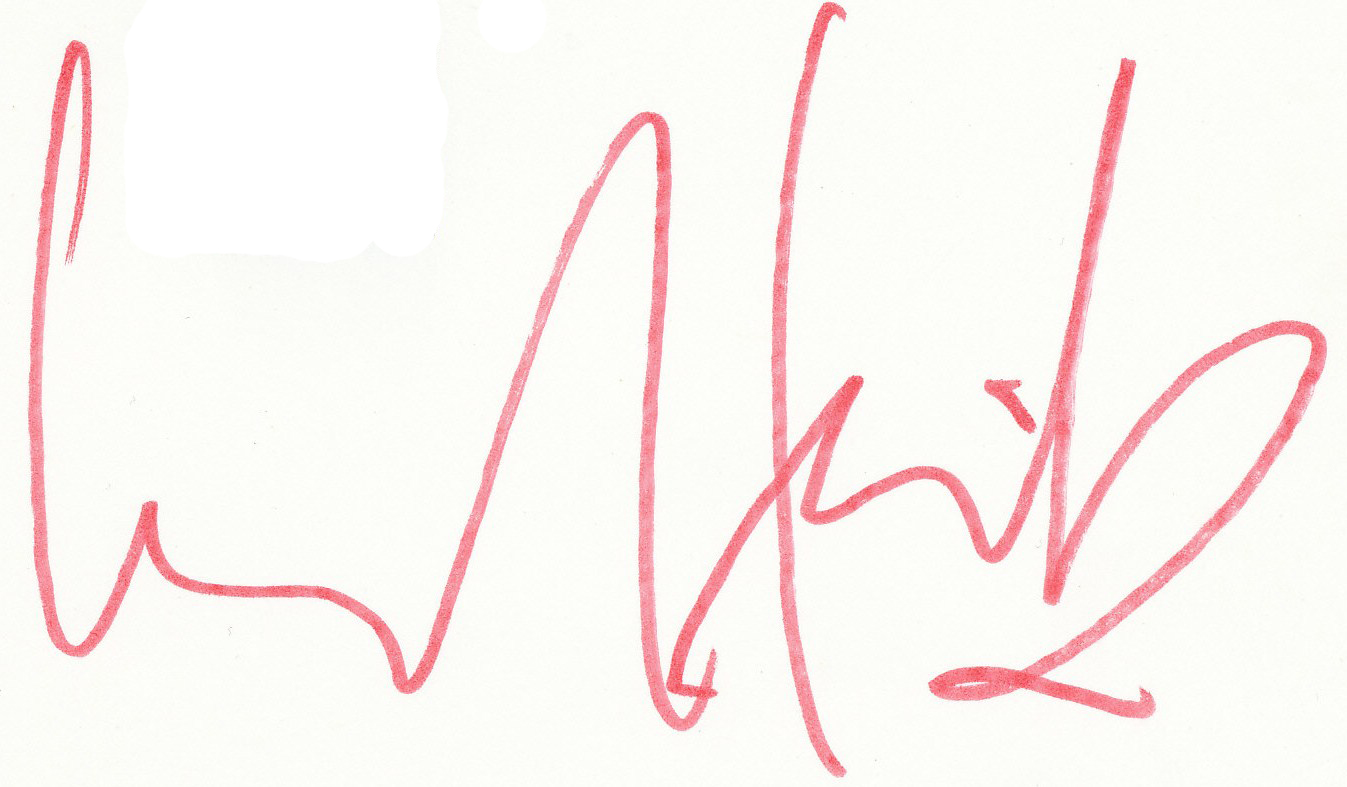
Autografo

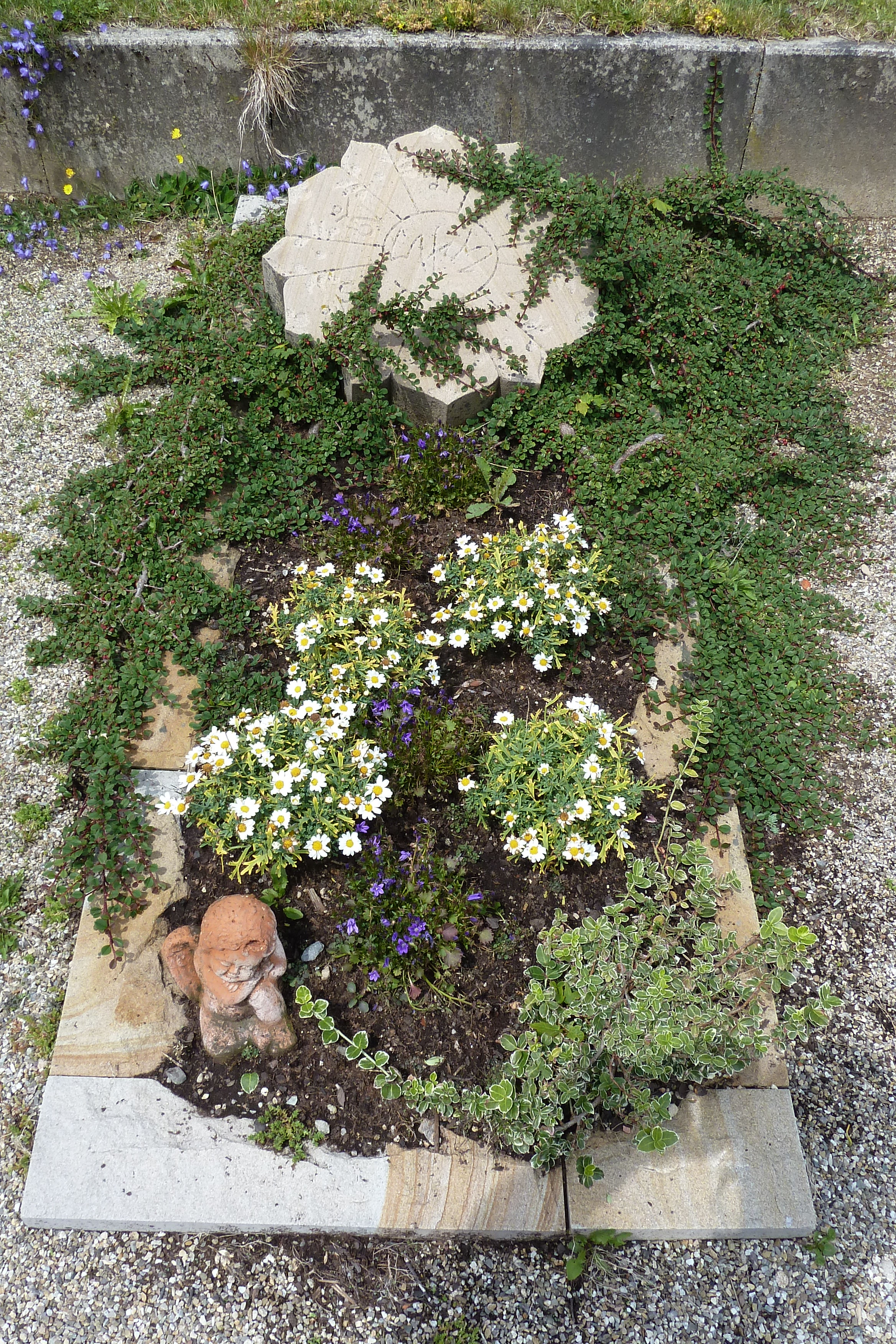
Tomba al cimitero di Oberried-Hofsgrund (2011)

Eberhard Feik (Chemnitz, 23 novembre 1943 – Oberried (Breisgau), 18 ottobre 1994) è stato un attore tedesco che ebbe popolarità nel ruolo del Kriminalhauptkommissar Christian Thanner, collega del Kommissar Horst Schimanski nella serie Tatort.

## Biografia
Figlio di un minatore e di una postina, era il più giovane di cinque sorelle. Crebbe a Bergisches Land vicino Colonia. Il cognome deriva dal turco Sulaiman Feik.
In gioventù fece il camionista. Si diplomò al Deutzer Gymnasium Schaurtestraße e studiò alla Universität zu Köln Anglistica e Germanistica, e anche recitazione al Studiobühne am Germanistischen Seminar der Uni-Bonn, oltre che scienze teatrali. Il primo ingaggio come attore lo ebbe al Theater am Dom di Colonia, poi al Vereinigte Städtische Bühnen Krefeld und Mönchengladbach e al Staatstheater Stuttgart, dove nel 1971 fu candidato per le elezioni comunali nel DKP, così come a Francoforte. Nel 1973 è a Berlino al Schaubühne am Halleschen Ufer, per sei anni successivi.
Fu anche regista per opere di Bertolt Brecht, Henrik Ibsen, William Shakespeare, Friedrich Schiller. Feik suonava oboe, pianoforte e chitarra.
È noto per la serie televisiva Tatort al fianco di Götz George (Horst Schimanski) in 27 episodi dal 1981 al 1991.
Nell'ottobre del 1987 all'età di 43 anni ebbe un infato, durante la lavorazione di Tatort: Einzelhaft, dopo il quale dovette subire tre interventi di bypass. Il 18 ottobre 1994 a 50 anni morì per la stessa patologia, mentre si trovava in viaggio di piacere in moto nella Foresta Nera.
Feik fu sposato con l'attrice Anneli Wagner, con la quale ebbe due figlie. La tomba la si trova al cimitero di Hofsgrund a Schauinsland.
Nel dicembre 2014 il giornale Die Zeit pubblicò che Feik e la moglie dal 1977 al 1984 furono Inoffizieller Mitarbeiter della DDR-Staatssicherheit. Feik fu membro del Deutsche Kommunistische Partei. Dopo breve tempo vi fu smentita. Nel 1984 fu controllato dal Bundesamt für Verfassungsschutz.

## Onorificenze
- 1989: Adolf-Grimme-Preis oro per Tatort: Moltke (con Hajo Gies e Götz George)
- 2001: Goldene Kamera in categoria Beliebteste Tatort-Kommissare (Hörzu-Leserwahl). Götz George riceve il premio al posto Eberhard Feik deceduto.